# Much Hoole
Pour les articles homonymes, voir Hoole.
Much Hoole est un village et une paroisse civile située dans le Lancashire en Angleterre.
La population était de 1 997 habitants en 2011.

## Galerie

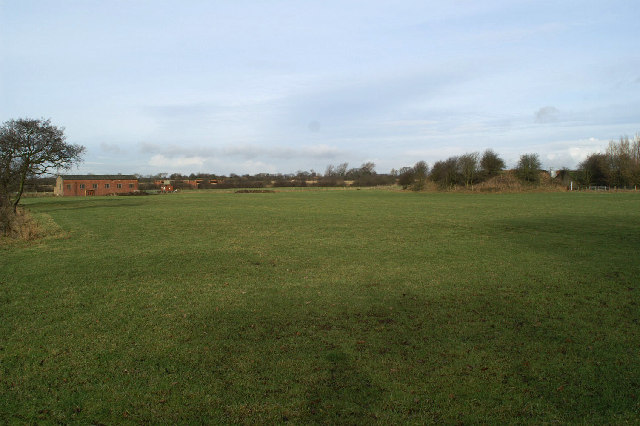
Champs à proximité de Much Hoole
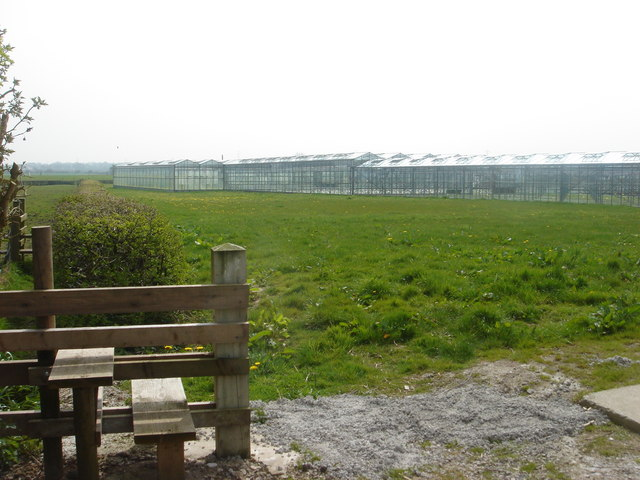
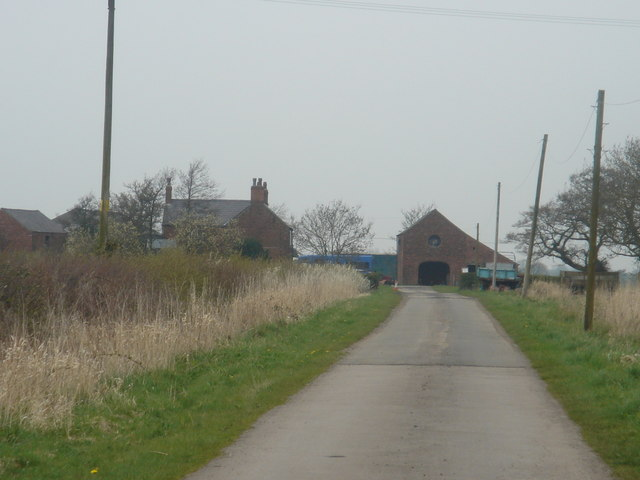
Long Fold Farm, Much Hoole